# Mystica
Mystica es el undécimo álbum de estudio de la agrupación alemana de heavy metal Axel Rudi Pell, publicado el 25 de agosto de 2006 por Steamhammer Records y producido por Axel Rudi Pell y Charlie Bauerfeind.

## Lista de canciones
1. "The Mysterious Return" (Intro)
2. "Fly to the Moon"
3. "Rock the Nation"
4. "Valley of Sin"
5. "Living a Lie"
6. "No Chance to Live"
7. "Mystica"
8. "Haunted Castle Serenade (Opus #4 Grazioso E Agresso)"
9. "Losing the Game"
10. "The Curse of the Damned"

## Créditos
- Johnny Gioeli - voz
- Axel Rudi Pell - guitarra
- Volker Krawczak - bajo
- Mike Terrana - batería
- Ferdy Doernberg - teclados